# Libnotes perparvula
Libnotes perparvula är en tvåvingeart som först beskrevs av Alexander 1931.  Libnotes perparvula ingår i släktet Libnotes och familjen småharkrankar. Inga underarter finns listade i Catalogue of Life.